# 蓬塔林达
蓬塔林达是巴西圣保罗州的一个市镇。总面积210.257平方公里，总人口3830人，人口密度18.2人/平方公里。